# Conceptualismo

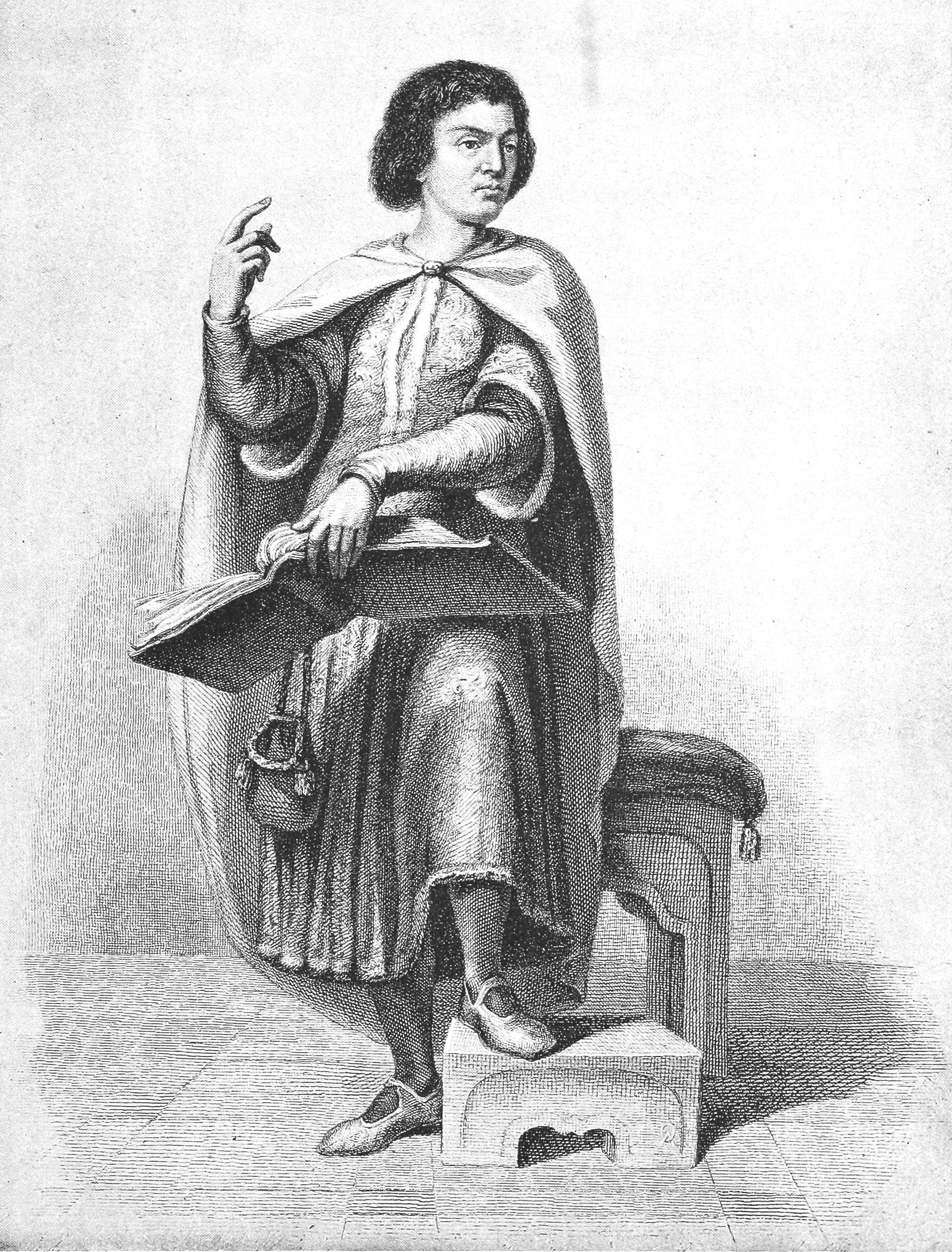
Pedro Abelardo filósofo, teólogo, poeta y monje francés

En filosofía, el conceptualismo es una doctrina que se encuentra a medio camino entre el nominalismo y el realismo. El conceptualismo mantiene que aunque los universales (abstracciones o ideas abstractas) no tienen existencia en el mundo externo, existen sin embargo como ideas o conceptos en la mente y que allí implican algo más que palabras. Esta teoría está en abierta oposición al nominalismo, que defiende que los universales son simples ruidos guturales sin ninguna materialidad y que solo los objetos individuales y concretos tienen existencia real. El conceptualismo fue adoptado por el filósofo escolástico francés Pedro Abelardo, entre otros muchos.